# Viljandi
Viljandi és una ciutat i municipi urbà d’Estònia, situat al comtat de Viljandi del qual és la capital. La població era de 17.104 habitants l'any 2020.

## Geografia
La ciutat s'estén sobre 14,62 km² al centre del comtat homònim, 60 km a l'oest de Tartu. És regat pel riu Valuoja que desemboca al llac Viljandi, les ribes del qual banyen la ciutat a l'est.

## Història

### Temps antics
L'antiga fortalesa de Viljandi va ser utilitzada a l'època dels víkings. A principis del segle XIII, Viljandi pertanyia a l'antic comtat de Sakala, i s'ha suggerit que Viljandi podria haver estat el centre de l'antic comtat.
Durant la croada de Livoni I, l'any 1211 la fortalesa va ser assetjada per la força de l'arxidiòcesi medieval de Riga, els Germans Livonians de l'Espasa, els Livonians i els Latgalians. Segons Henri el Letó, la fortalesa en aquesta època era força forta per a la seva època i el 1211 no va ser conquerida. Després d'un setge de sis dies, es va arribar a un acord, la gent de Viljanda va reconèixer la supremacia de la gent de Riga (el bisbe i l'orde) i els sacerdots van ser enviats a la fortalesa per fer bateigs.
Viljandi va ser sotmès juntament amb la resta de Sakala i Ungannia l'any 1217, després de la batalla de Sant Mateu que va acabar amb una derrota . L'any 1220 o 1221, els germans de l'orde van habitar la fortalesa de Viljandi, vivint-hi inicialment amb els locals.
El 29 de gener de 1223, els habitants de Viljandi van atacar els germans de l'orde, els servents de l'orde i els comerciants alemanys que eren amb ells a la fortalesa, i els van matar o empresonar. L'aixecament es va estendre a altres parts de Sakala, Ungannia i el comtat de Järva. En preparació per al contraatac a Riga, soldats de Novgorod i Pskov van ser cridats a Viljandi (com a tota Sakala i Ungannia) . Els residents de Riga van atacar el fort de Viljandi per segona vegada l'agost de 1223. El 15è dia del setge, els habitants de Sakala i els russos es van rendir, i Viljandi va tornar a passar sota l'autoritat del bisbe i de l'orde. L'antic nucli habitat estava situat al sud de la fortalesa.

### Edat mitjana
La ciutat de Viljandi va néixer després de 1224, quan es va construir un fort de pedra en lloc de l'antic fort de fusta. És possible que l'establiment de la vila fos previst com a part de les defenses de la fortalesa. Es creu que Viljandi va rebre els drets de la ciutat a mitjans XIIIXIII. segle, el certificat confirmant els drets es va conservar a partir de 1283 (drets de la ciutat d'Hamburg-Riga). Des del segle XIV, Viljandi també pertanyia a la Lliga Hanseàtica. La ciutat medieval estava situada al nord de la fortalesa, de la seva reconstrucció només va sobreviure l'església de Sant Joan (antiga església del monestir).
La ciutat de Viljandi estava envoltada per una muralla i estava envoltada per un fossat d'1,2 km de llarg per tres costats; el costat sud estava protegit per la Castell de Viljandi, separada per un fossat. La muralla de la ciutat tenia entre 1,2 i 2,1 m de gruix, feta amb pedres de terra. Al costat oest de la ciutat hi havia la Porta de Riga o Storke, una torre de quatre costats a l'angle nord-oest, una torre semicircular al costat nord i la Porta de Tartu.
La ciutat va ser destruïda diverses vegades durant la Guerra de Livònia (1558-1583) i les guerres poloneso-sueques (1600-1622/1623), durant les quals també van desaparèixer els drets de la ciutat. El 1624, el rei Gustau II Adolf va arrendar Viljandi i els seus voltants a Jacob De la Gardie, i el desenvolupament i la prosperitat de la casa pairal de Viljandi (Schloß Fellin en alemany) va començar en lloc de l'antiga fortalesa. El nucli senyorial emergeix a l'oest de la ciutat medieval, entre la vila i els principals castells.

## Demografia

### Evolució demogràfica
La població està en constant disminució. Va ascendir a 17.838 habitants el 2012 i 17.104 habitants el 2020 .
| 31 desembre 2011 | 2012   | 2013   | 1r gener 2014 | 1r gener 2015 | 1r gener 2016 | 1r gener 2017 | 1r gener 2018 | 1r gener 2019 | 1r gener 2020 | 1r gener 2021 | 1r gener 2022 | 1r gener 2023 | 1r gener 2024 |
| 17.473           | 17.868 | 17.473 | 17.602        | 17.549        | 17.860        | 17.711        | 17.525        | 17.407        | 17.104        | 16.875        | 17.244        | 17.353        | 17.255        |

## Cultura i patrimoni

Panorama del centre de Viljandi

### Composició ètnica
| Ethnie     | 1970   | 1970  | 1979   | 1979  | 1989   | 1989  | 2000   | 2000  | 2011   | 2011  |
| Ethnie     | Hab.   | %     | Hab.   | %     | Hab.   | %     | Hab.   | %     | Hab.   | %     |
| ---------- | ------ | ----- | ------ | ----- | ------ | ----- | ------ | ----- | ------ | ----- |
| Estonians  | 17 971 | 86,34 | 19 469 | 87,04 | 20 093 | 87,06 | 18 955 | 91,32 | 16 443 | 94,11 |
| Russos     | 1912   | 9,19  | 2013   | 9,00  | 1899   | 8,23  | 1085   | 5,23  | 648    | 3,71  |
| Finesos    | 373    | 1,79  | 381    | 1,70  | 344    | 1,49  | 241    | 1,16  | 105    | 0,60  |
| Ucraïnesos | 151    | 0,73  | 212    | 0,95  | 363    | 1,57  | 194    | 0,93  | 128    | 0,73  |
| Belarussos | 50     | 0,24  | 90     | 0,40  | 100    | 0,43  | 55     | 0,26  | 35     | 0,20  |
| autres     | 357    | 1,72  | 203    | 0,91  | 281    | 1,21  | 188    | 0,91  | 114    | 0,65  |
| Total      | 20 814 | 100   | 22 368 | 100   | 23 080 | 100   | 20 756 | 100   | 17 473 | 100   |

## Personalitats vinculades a la ciutat
- Franz Burchard Dörbeck (1799-1835), artista i caricaturista
- Jaak Joala (1950-2014), cantant
- Triinu Kivilaan (nascut el 1989), cantant
- Ragnar Klavan (nascut el 1985), jugador de futbol internacional
- Mart Laar (nascut el 1960), polític estonià i antic primer ministre
- Elisabeth Schiemann (1881-1972, botànica i genetista, lluitadora contra el nazisme
- Helir-Valdor Seeder (nascut el 1964), polític estonià
- von Blankenfeld Hans von Blanckenfeld va néixer a Fellin i va morir a Fellin durant el setge de la ciutat el 1602 per part de l'exèrcit polonès. Va ser governador de la ciutat. Va ser decapitat.
- Marko Mäetamm (nascut el 1965), artista multimèdia

## Agermanaments i associacions
La ciutat de Viljandi està agermanada amb les següents ciutats:,

## Galeria

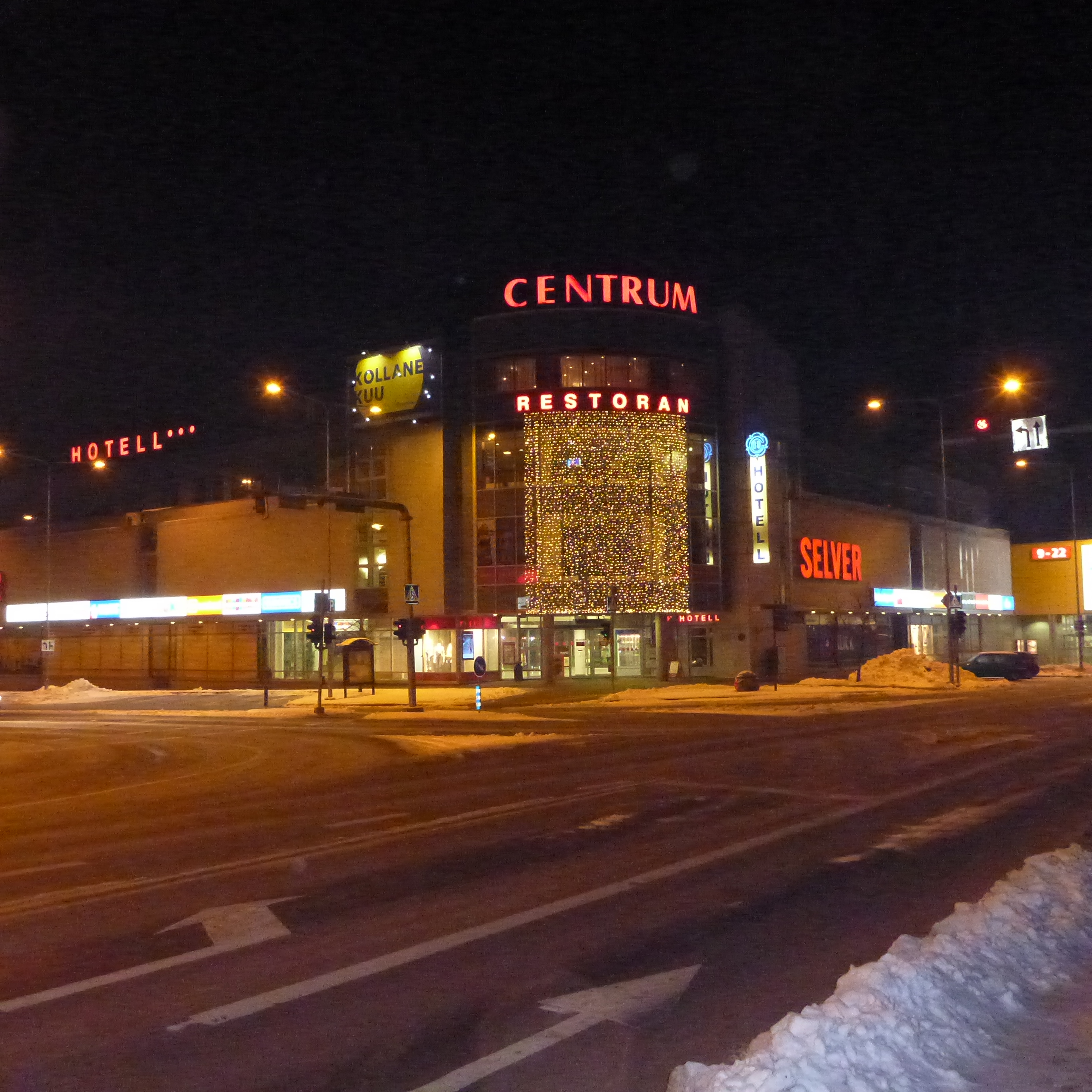
Centre de la ciutat
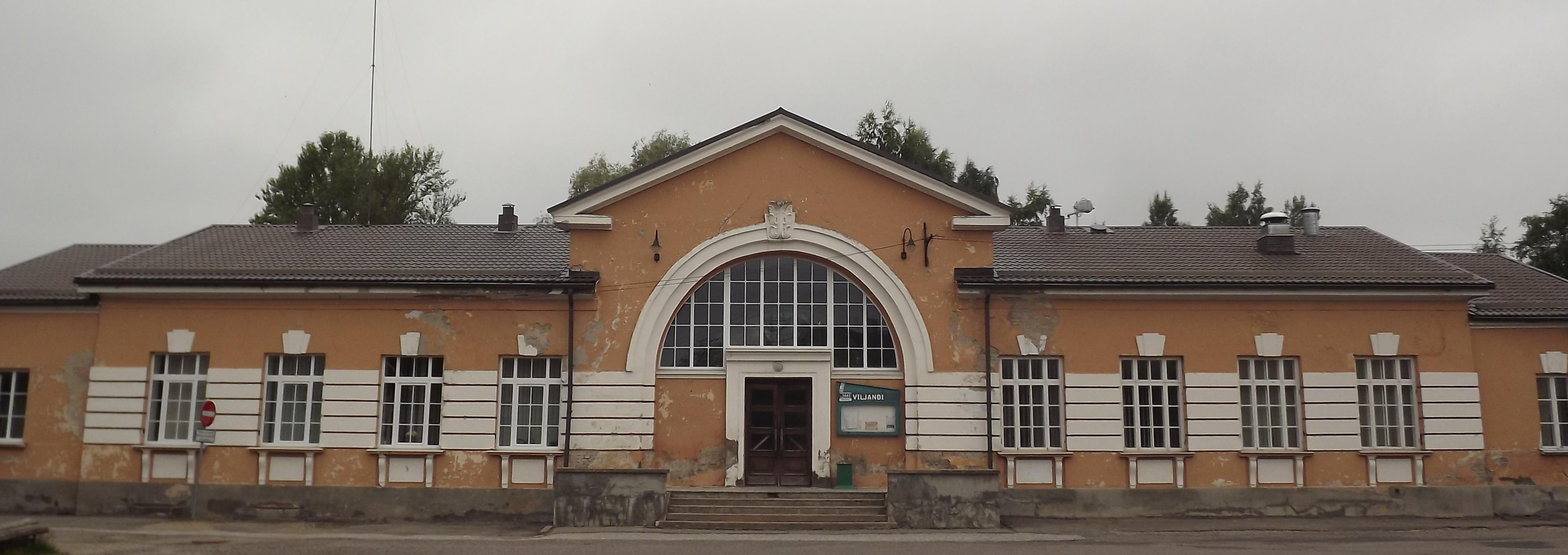
Estació de Viljandi
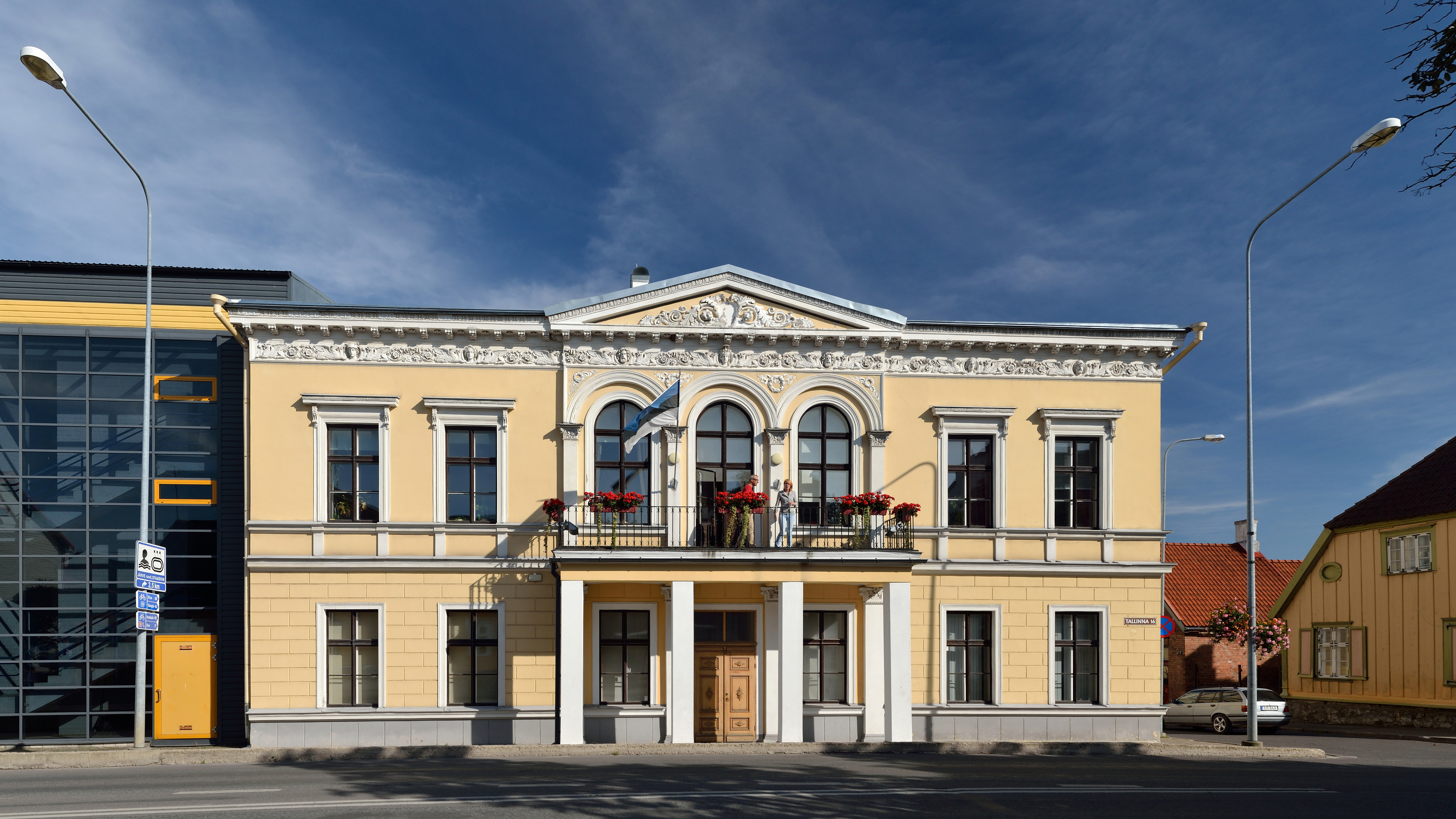
Edifici de Viljandi.
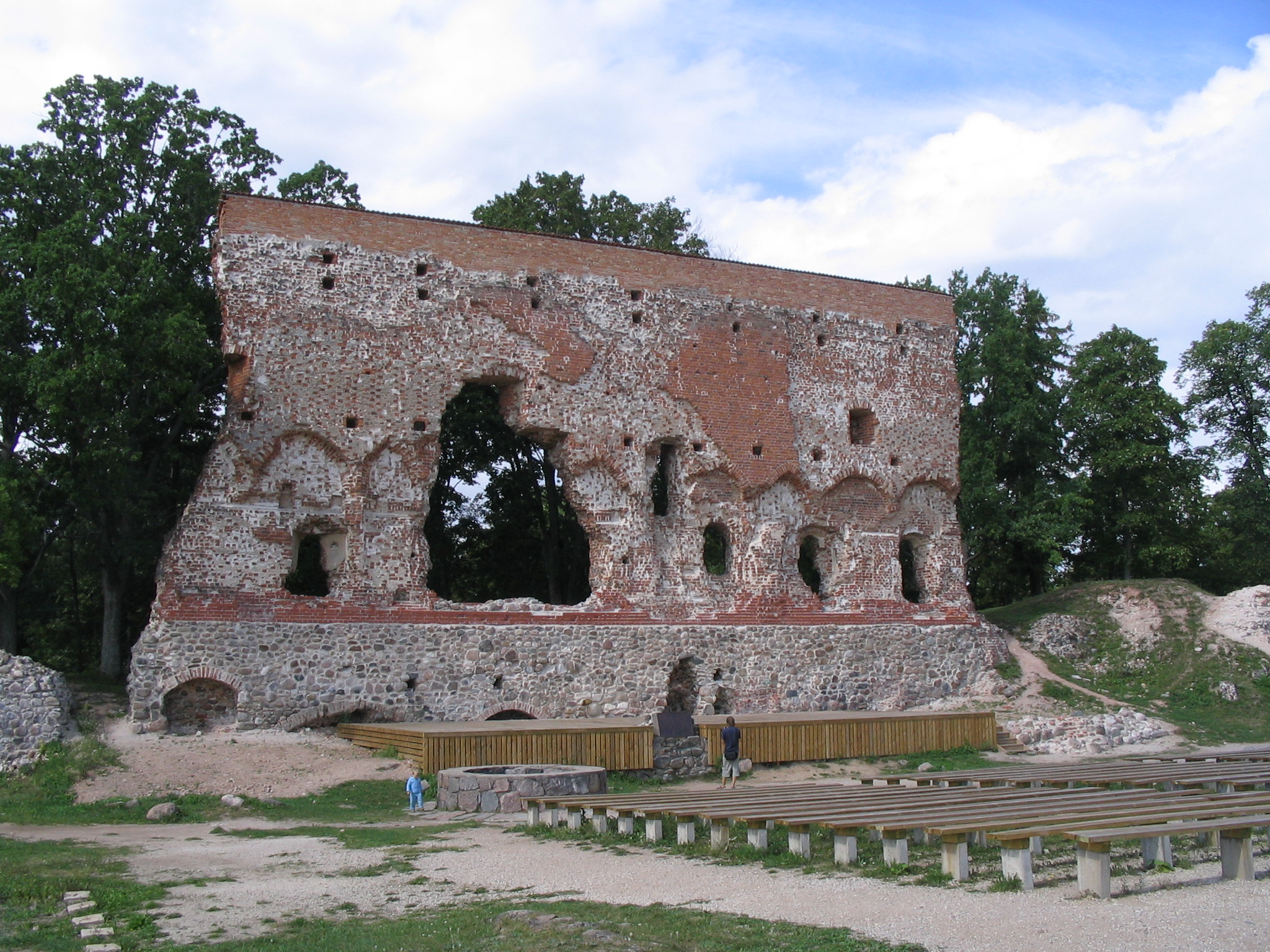
Vestigis del castell de Fellin
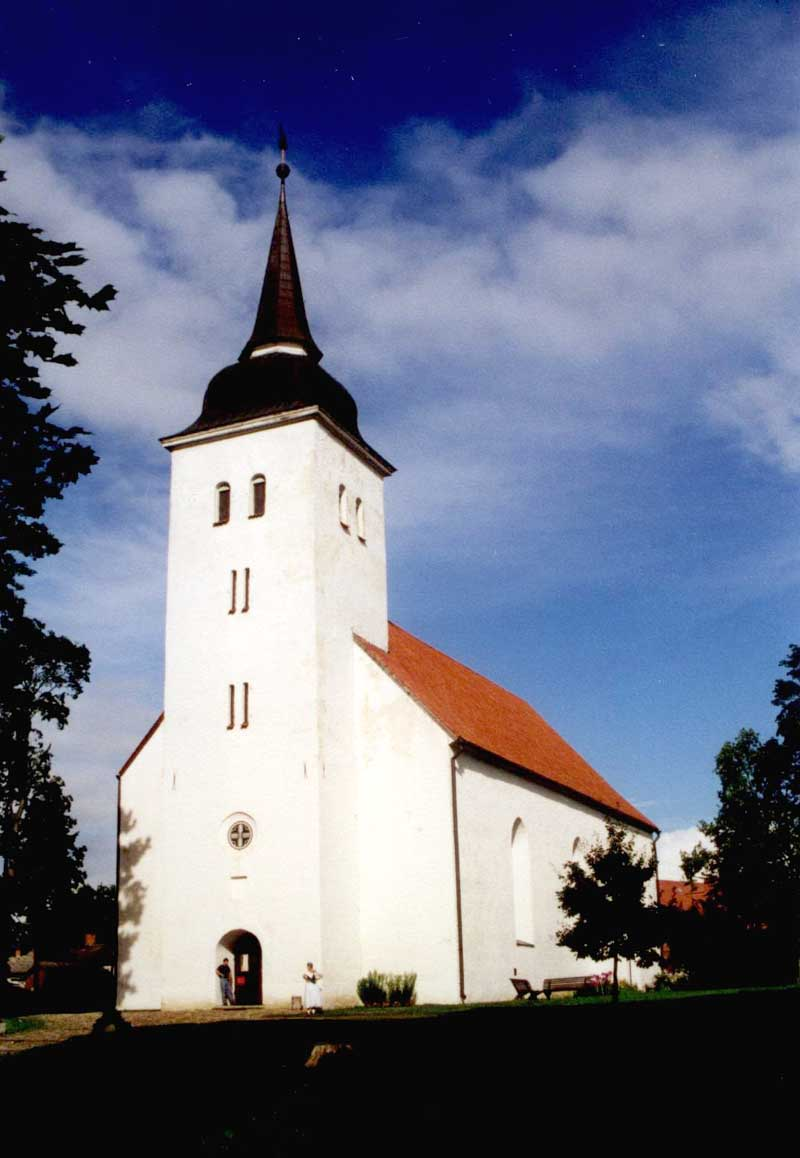
Vista de l'església de Viljandi.
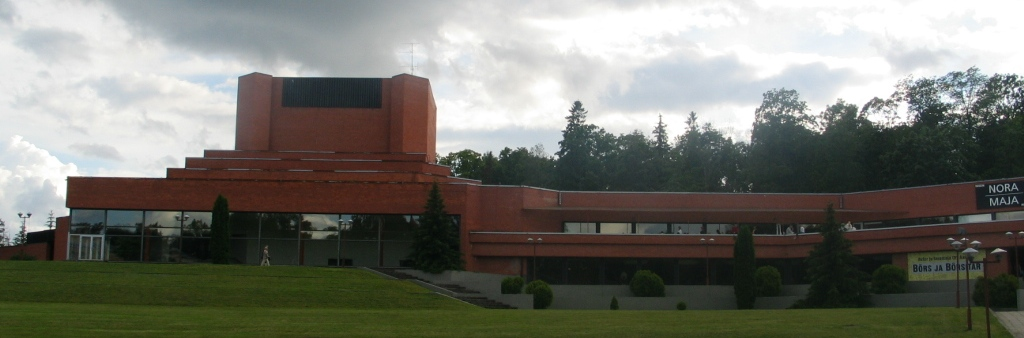
Teatre Ugala à Viljandi.
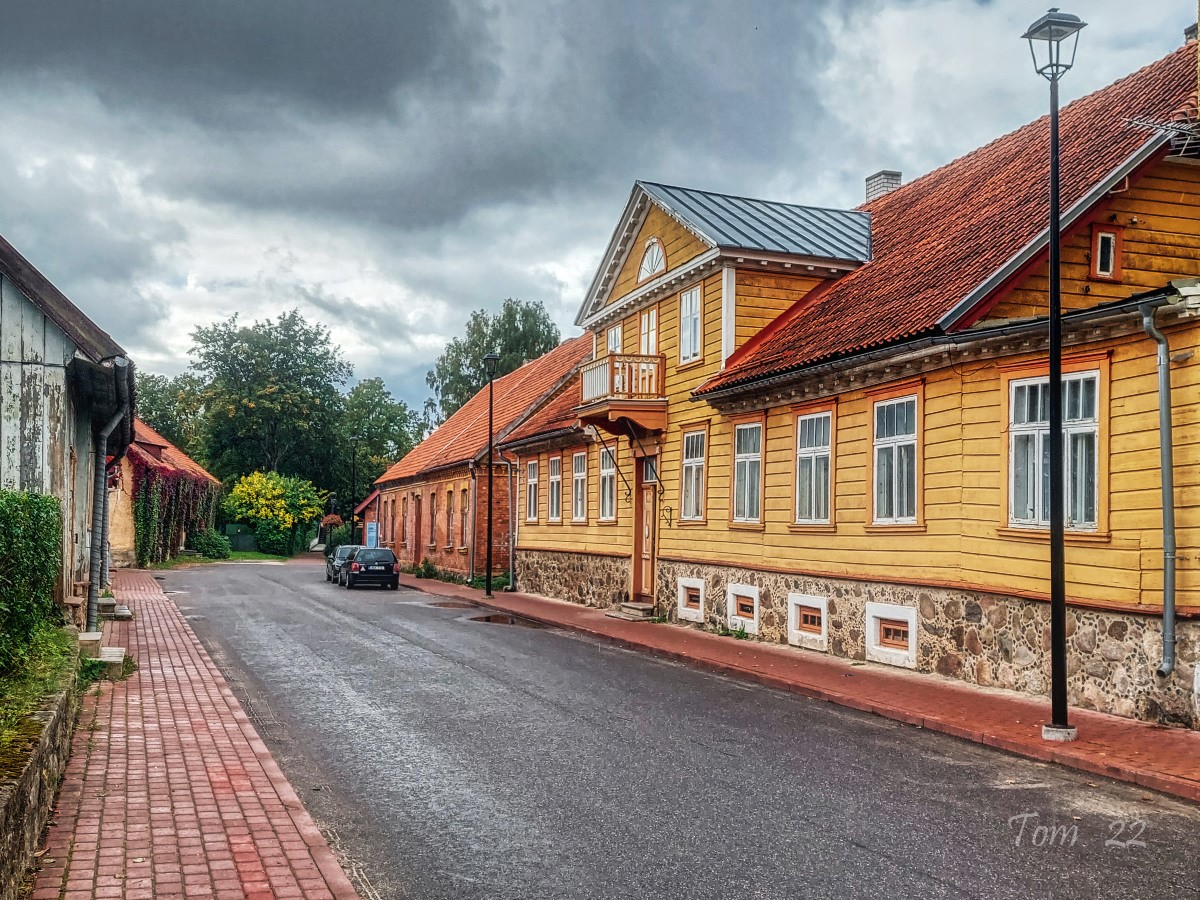
Carrer Lossi.